# الدخل الشخصي المتاح
الدخل الشخصي المتاح (بالإنجليزية: Personal disposable income)‏ ويسمى أيضا الدخل المتاح للإنفاق وھو الدخل الصافي للفرد بعد طرح الضرائب والإلتزامات الأخرى منه. تفرض الحكومات في معظم دول العالم الضرائب على دخول الأفراد تسمى بضرائب الدخل وبعد خصم قيمة هذه الضرائب من الدخل الشخصي نحصل على الدخل الشخصي المتاح أي أن: 
الدخل الشخصي المتاح = الدخل الشخصي - الضرائب على الدخل.
يعد الدخل المتاح هو الدخل الذي يمكن أن يتصرف فيه الشخص بحرية كاملة كما تشير التسمية. هذا التصرف إما ان ينفقه الشخص على الإستهلاك ثم تصبح مدخراته صفراً أو ان يقسمه بين الاستهلاك والإدخار أي أن :
- الدخل الشخصي المتاح= الاستهلاك + الادخار.